# Halbgeviertstrich
Der Halbgeviertstrich (–), auch Langstrich, ist ein waagerechter Strich von der Länge eines Halbgevierts. Er wird als Gedankenstrich, Bis-Strich und Streckenstrich sowie bei Geldbeträgen verwendet.
Er unterscheidet sich typografisch von anderen waagerechten Strichen, wie:
- dem kürzeren Viertelgeviertstrich (auch Bindestrich-Minus oder Kurzstrich[1]) „-“,
- dem in deutschsprachigen Fließtexten unüblichen längeren Geviertstrich oder Extralangstrich[2] „—“,
- dem wesentlich längeren Doppelgeviertstrich oder Überlangstrich[3] „⸺“
- und dem in seiner exakten Geometrie zumeist abweichenden Minusstrich[2] „−“.

## Verwendung

### Gedankenstrich
Der Gedankenstrich wird in deutschen Texten typografisch als Halbgeviertstrich realisiert. Er ist ein Interpunktionszeichen (Syngraphem), das dazu dient, einen Einschub innerhalb eines längeren Gedankengangs einzufügen und damit zu kennzeichnen.
- In Appositionen, bei Parenthesen und erklärenden Einschüben als doppelter (paariger) Gedankenstrich – etwa in diesem Beispiel – kann der Gedankenstrich das Komma oder die Klammer als Satzzeichen ersetzen. Der Gedankenstrich wird in dieser Rolle vor allem dann eingesetzt, wenn beim Lesen eine Denkpause eingelegt werden soll. Auch wenn sich in einem Schachtelsatz die Kommata häufen – was zu Schwierigkeiten beim Leseverständnis führen kann –, ist es ratsam, Einschübe mit größerer Sprechpause durch Gedankenstriche zu kennzeichnen. Am Ende des Einschubs folgt gegebenenfalls auf den Gedankenstrich direkt ein Komma.[6] Das erste Wort eines in Gedankenstrichen eingeschobenen Satzes wird nicht großgeschrieben, sondern folgt der normalen Schreibweise des Wortes, am Ende darf kein Punkt stehen.[7]
- Der Gedankenstrich kann aber auch einzeln vorkommen, kennzeichnet dann eine Pause zwischen Wörtern oder innerhalb eines Satzes und kündigt etwas Weiterführendes, Gegensätzliches oder Unerwartetes an. „Du und ich – wir gehören zusammen“, „er öffnete die Tür – und erschrak …“
- Anstelle eines einzelnen Kommas verwendet, kann der Gedankenstrich als Gegenstrich einen Gegensatz betonen, wenn das Komma zu schwach ist: „Du magst ja recht haben – aber ich sehe das ganz anders.“
- Anstelle eines Punktes, wenn der Gedanke eines Satzes weitergeführt werden soll. Es werden dann nur Substantive groß geschrieben. „Damit hat keiner gerechnet – Deutschland ist ausgeschieden.“
- Zwischen zwei Sätzen eingefügt, kann der Gedankenstrich einen Wechsel verdeutlichen: Der Sprecher (Sprecherwechsel in Dialogen), das Thema, der Gedanke oder der Gesprächsgegenstand ändern sich. Damit wird oft ein Absatz ersetzt. Beispiel für Themenwechsel nach dem Satzabschlusszeichen: „Das Unglück ist lange her. – Hat man eigentlich jemals …“ – Beispiel für Sprecherwechsel: „Ich mach das!“ – „Nein, geh weg da!“

Zu den angeführten Zwecken Denkpause, Betonung eines Gegensatzes oder Wechsels kann der Gedankenstrich auch anstelle eines Doppelpunkts gesetzt werden: „Es gibt nichts Gutes, außer – man tut es“.
Der Gedankenstrich kann als Auslassungszeichen (Auslassungsstrich) eine längere Pause oder eine Ellipse darstellen: „Du willst doch wohl nicht etwa –“, „Mein Gott, woher nehm’ ich bloß –?“
Werden nicht Satzbestandteile, sondern nur Wortbestandteile ausgelassen, wie z. B. in „Gedanken- oder Gegenstrich“, setzt man jedoch den Viertelgeviertstrich als Ergänzungsstrich.
- Mit diesem Einsatzzweck verwandt ist die Praxis, in Wiedergabelisten oder sonstigen Aufzählungen von Werken den Namen des Urhebers von dem des Werkes mit einem Gedankenstrich abzugrenzen: „Die Ärzte – Ihr Helden.“

Der Gedankenstrich wird auf beiden Seiten durch ein Leerzeichen (oder einen Zeilenumbruch) vom Umgebenden getrennt. Ein Zeilenumbruch kann sowohl vor als auch nach einem Gedankenstrich erfolgen.

Ein einzelner Gedankenstrich – sowie der abschließende eines Gedankenstrichpaares – steht aus Gründen der Lesbarkeit nach verbreiteter typografischer Gepflogenheit nicht am Zeilenanfang. Häufig findet sich die weitergehende Forderung, dass Gedankenstriche grundsätzlich nicht am Zeilenanfang stehen sollen. Daneben gibt es die Empfehlung, paarige Gedankenstriche nicht vom Einschub zu trennen.
Soll der Zeilenumbruch vor dem Strich vermieden werden, kann ein geschütztes Leerzeichen eingesetzt werden, unter Einhaltung der zweiten der obigen Empfehlungen etwa durch die folgenden Befehle:
- bei der Verwendung von HTML: [Ende des vorherigen Textes]&nbsp;&ndash;␣[Einschub oder nachfolgender Text]
- bei der Verwendung von TeX: [Ende des vorherigen Textes]~--␣[Einschub oder nachfolgender Text]

#### Andere Sprachen
Im Englischen wird als Gedankenstrich oft auch der Geviertstrich ( — ) mit Hair-Spaces genannten (sehr schmalen) umgebenden Leerzeichen (kompress) verwendet.

### Bis-Strich
Ebenso findet der Halbgeviertstrich als Bis-Strich bei der Notation von Intervallen wie „37–39“ Verwendung. Er steht dann für das gesprochene Wort bis. Als Intervallgrenzen sind hierbei nur zählbare (ordinale) Typen und Zahlen üblich („A–Z“ oder „0,2–45“).
Bei Verwendung der Präposition von wird, wenn sie mit dem nachfolgenden bis korrespondiert, kein Bis-Strich gesetzt, sondern das Wort bis ausgeschrieben. Richtige Varianten sind:
- „Öffnungszeiten: Mo.–Do., 10:30–22:00 Uhr“
- „Öffnungszeiten: von Mo. bis Do., von 10:30 bis 22:00 Uhr“

Falsch ist dagegen „Öffnungszeiten: von Mo.–Do., von 10:30–22:00 Uhr“.
Man kann jedoch schreiben:
- „Kinder im Alter von 8–12 Jahren“,

da hier die Präposition von sich nicht auf die erste Zahl „8“, sondern auf die gesamte Altersangabe „8–12 Jahre“ bezieht. Man könnte auch sagen „Kinder im Alter von 8 Jahren“, ohne dass eine Erweiterung mit bis folgt; es besteht also hier keine Korrespondenz zwischen von und bis.
Phrasen werden nicht mit dem Bis-Strich abgekürzt. Falsch wäre: „kaum–gar nicht“ oder „tschüss–bald“.
Laut Duden stehen vor und nach einem Bis-Strich keine Leerzeichen („3–4 €“).
Zwischen zwei Jahreszahlen wird der Bis-Strich in der Regel ohne Leerzeichen gesetzt: „1961–1989“ – anders dagegen bei Zeitangaben, in denen die durch den Bis-Strich verbundenen Elemente aus mehr als einer einzelnen Zahl bestehen: „13. August 1961 – 9. November 1989“.
Die Norm DIN 5008 „Schreib- und Gestaltungsregeln für die Textverarbeitung“ fordert beim Bis-Strich hingegen vor- und nachstehend jeweils ein Leerzeichen („3 € – 4 €“ oder „3 – 4 €“). Allerdings ist diese auf einfachen Textsatz (bis 1996 ausschließlich Schreibmaschinen) ausgelegt; sie behandelt dementsprechend weder den Halbgeviertstrich noch andere gängige Satzfiguren wie Ligaturen oder die Möglichkeiten schmalerer Abstände.
Viele Typografen setzen vor und nach dem Bis-Strich je ein spezielles Leerzeichen oder Spatium oder erzeugen auf andere Weise schmalen Leerraum.
Wenn Zahlenangaben Striche enthalten, werden auch Auslassungspunkte anstelle des Bis-Strichs verwendet: „1,– € … 100,– €“ oder „1,– … 100,– €“.

### Gegenstrich
Der Gegenstrich kennzeichnet einen Gegensatz; er ist ein Halbgeviertstrich und wird immer mit Zwischenräumen gesetzt, etwa in der Begegnung „Bayern München – 1. FC Karlsruhe“. Der Halbgeviertstrich mit Abständen kann den Lesefluss hemmen, weil er wie ein Gedankenstrich wahrgenommen wird. Wenn allerdings die Namen der Kontrahenten aus mehreren Wörtern bestehen, wirken fehlende Abstände eher irritierend.

### Spiegelstrich, Kommandostrich
Der Halbgeviertstrich kann auch anstelle des langen Geviertstrichs als verkürzter Spiegelstrich verwendet werden. Laut Duden wird ein (einem Gedankenstrich gleichender) der Gliederung dienender waagerechter Strich am Anfang eines eingerückten Absatzes gesetzt. Der Gedankenstrich zählt auch zu den Aufzählungszeichen und kann in listenhaften Aufzählungen als „Kommandostrich“ den Beginn eines Listenelements markieren. Er wird dann mit Leerzeichen verwendet: „– Markus“, „– englisches“.

### Streckenstrich
Der Halbgeviertstrich wird auch bei Streckenangaben der Art „von … zu“ und „von … nach“ eingesetzt, etwa bei Eisenbahnstrecken oder Ausdrücken wie „der Abstand Erde–Mond“ oder „die Achse Nord–Süd“.
Dabei gibt es unterschiedliche Empfehlungen dazu, ob der Halbgeviertstrich durch Leerzeichen oder Spatia eingerahmt wird oder nicht.
Für den Bürobereich empfehlen DIN 5008 und Ö-NORM A 1080 Leerzeichen um den Streckenstrich: „Wien – Krakau“.
Laut Duden wird der Streckenstrich meist ohne Zwischenraum gesetzt: „Wien–Krakau“. Im Schreibgebrauch werden davon aber oft Ausnahmen gemacht. Leerzeichen oder Spatien sind zum Beispiel zweckmäßig, wenn mindestens einer der Ortsnamen aus zwei Wörtern besteht („Boston – New York – Las Vegas – Phoenix“) oder wenn viele Ortsnamen als Route verbunden werden, zumal dann oft ein Zeilenumbruch notwendig wird. Der Streckenstrich soll beim Zeilenumbruch am Ende der oberen Zeile stehen.

### Geldbeträge
Der Halbgeviertstrich wird als Nullersatzstrich verwendet: Er kann bei runden Geldbeträgen die zwei Nullen („00“) rechts vom Komma ersetzen und wird ohne Abstand gesetzt: „15,– EUR“. Nicht mehr üblich, aber auch nicht falsch ist hingegen in Deutschland, Beträge unter 1 EUR links vom Komma mit einem Strich zu beginnen (z. B. „–,99 EUR“); zu Zeiten der D-Mark war dies noch verbreitet („–,99 DM“). Mit der Einführung des Euro wurde es üblich, mit der Ziffer Null zu beginnen („0,99 EUR“). Damit heben sich Beträge unter einem Euro optisch deutlich von runden Beträgen ab. In der Schweiz ist diese Schreibung aber weiterhin üblich.
Der Nullersatzstrich wird nur bei glatten Hauptwährungseinheiten verwendet, nicht anschließend an Cent-Angaben; falsch ist „50,– Cent“. Auch sollte er nicht bei anderen Maßangaben verwendet werden, etwa „142,– km“ oder „25,– kg“.
In Tabellen – jedoch nie im Fließtext – kann der längere Geviertstrich verwendet werden („45,— €“).
Zwei einzelne Bindestriche stammen aus der Zeit der Schreibmaschine, zum Beispiel „3,-- EUR“; sie sind inzwischen selten, aber zum Beispiel in Textprogrammen verwendbar, um durch automatische Ersetzung schneller ein gewünschtes typografisch richtiges Zeichen zu erzeugen. Für Fälle, in denen ein Strich eine Ziffer ersetzt, sieht Unicode den ziffernbreiten Strich „‒“ (U+2012) als speziellen Halbgeviertstrich vor.

### Wörterbücher
Bei der Angabe der in Wörterbüchern einander zugeordneten Sprachen werden diese durch einen Halbgeviertstrich miteinander verbunden: „Deutsch–Englisch“, „Englisch–Deutsch“.

### Andere Verwendungen
In geraffter oder nachlässiger Darstellung wird der Halbgeviertstrich bei „von … mit“ bzw. „zwischen … und“ oder für die nicht gesprochenen Wörter zwischen und mit verwendet: „die Verhandlungen Merkel–Putin“, „das Freihandelsabkommen Schweiz–EG“, „die Beziehungen Deutschland–Frankreich“.
Ferner kann der Halbgeviertstrich als Einklammerungsstrich (mit Leerzeichen, z. B. „– 24 –“, „– Grafikassistent –“), als Wiederholungsstrich in Aufzählungen und Registern sowie als Auslassungssignal in Listen anstelle von Nullen oder „keine Angabe“ benutzt werden.
Schließlich kann er gebraucht werden beim Abbruch einer Rede („Ich fragte mich, warum er –“ [ohne Schlusspunkt]), bei Gegenüberstellung („einerseits – andererseits“) und bei Kommandos („Auf die Plätze – fertig – los!“).

## Eingabe bei Computersystemen und -programmen
Der Halbgeviertstrich ist im Unicodeblock Allgemeine Interpunktion an Position U+2013 (821110) unter dem Namen EN DASH enthalten und im Zeichensatz Windows-1252 an Position 150 (9616). Er kann in verschiedenen Systemen durch Tastenkombinationen oder Codes eingegeben werden:
| System 1                                                                                           | System 1                                                                                           | Halbgeviertstrich (–)                                                                                |
| -------------------------------------------------------------------------------------------------- | -------------------------------------------------------------------------------------------------- | --- |
| Windows                                                                                            | GUI (CP1252, Standard)                                                                             | Alt+0150 2                                                                                           |
| Windows                                                                                            | TUI (CP850, CLI)                                                                                   | — |
| macOS 3                                                                                            | macOS 3                                                                                            | ⌥+-                                                                                                  |
| X11 unter z. B. Linux oder BSD                                                                     | X11 unter z. B. Linux oder BSD                                                                     | Ctrl+⇧Shift+U, 2, 0, 1, 3, Enter oder Alt Gr+- (bei deutschem Tastatur-Layout) oder Compose, -, -, . |
| Deutsche Standard-Tastaturbel. E1 (Standard für Deutschland und Österreich) und ältere Belegung T2 | Deutsche Standard-Tastaturbel. E1 (Standard für Deutschland und Österreich) und ältere Belegung T2 | Alt Gr+n                                                                                             |
| Neo                                                                                                | Neo                                                                                                | ⇧Umschalt+,                                                                                          |
| OpenOffice/LibreOffice-Varianten                                                                   | OpenOffice/LibreOffice-Varianten                                                                   | Leer - Leer                                                                                          |
| Microsoft Word 4                                                                                   | Tastenkombination                                                                                  | Strg+- (Ziffernblock)                                                                                |
| Microsoft Word 4                                                                                   | Unicodeeingabe                                                                                     | 2, 0, 1, 3, Alt+C 1                                                                                  |
| Vim                                                                                                | Digraph 5                                                                                          | Strg+K, -, ⇧Umschalt+N                                                                               |
| Vim                                                                                                | Unicodeeingabe                                                                                     | Strg+V, U, 2, 0, 1, 3                                                                                |
| TeX/LaTeX                                                                                          | TeX/LaTeX                                                                                          | -- oder \textendash (nur LaTeX)                                                                      |
| XML-/HTML- Entitäten                                                                               | namentlich                                                                                         | &ndash;                                                                                              |
| XML-/HTML- Entitäten                                                                               | dezimal                                                                                            | &#8211;                                                                                              |
| XML-/HTML- Entitäten                                                                               | hexadezimal                                                                                        | &#x2013;                                                                                             |
| Unicode                                                                                            | Unicode                                                                                            | U+2013 (im Unicodeblock Allgemeine Interpunktion)                                                    |